# Isaac Bunde Dugu
Isaac Bunde Dugu (Gboko, 14 aprile 1971) è un vescovo cattolico nigeriano, dal 9 aprile 2022 vescovo di Katsina-Ala.

## Biografia
Nasce a Gboko, nello stato federato del Benue e nella diocesi di Makurdi, il 14 aprile 1971.

### Formazione e ministero sacerdotale
Nel 1991 inizia a frequentare il seminario maggiore di Makurdi, dove rimane fino al 1994, quando si trasferisce presso il seminario maggiore di Jos.
Il 21 ottobre 2000 è ordinato presbitero per la diocesi di Makurdi.
Dopo l'ordinazione presbiterale ricopre i seguenti incarichi:
- vicario parrocchiale della parrocchia dello Spirito Santo a Abeda (dal 2000 al 2003);
- responsabile della parrocchia di Santa Maria a Chito e vicario parrocchiale della parrocchia dello Spirito Santo a Makurdi (dal 2003 al 2004);
- segretario amministrativo del Segretariato cattolico della Nigeria (dal 2004 al 2007);
- cappellano presso le Schools of Nursing and Midwifery (dal 2011 al 2012);
- cancelliere della diocesi di Makurdi (dal 2011 al 2013).

Ottiene la licenza in teologia presso la facoltà filosofico-teologica di Francoforte sul Meno in Germania, nel 2011.
Nel 2013 è incardinato nella diocesi di Gboko, eretta il 29 dicembre 2012 da papa Benedetto XVI. All'interno della nuova diocesi è cancelliere, membro del collegio dei consultori e parroco della rettoria di San Giorgio a Tyobo, dal 2013 al 2019.
Fino al 2019 lavora, inoltre, per la Conferenza dei Vescovi Cattolici della Nigeria e dal 2020 sino alla nomina episcopale è direttore del dipartimento pastorale del Segretariato cattolico della Nigeria.

### Ministero episcopale
Il 9 aprile 2022 papa Francesco lo nomina vescovo di Katsina-Ala; succede a Peter Iornzuul Adoboh, deceduto il 14 febbraio 2020. Riceve la consacrazione episcopale il 1º luglio successivo dalle mani di Antonio Guido Filipazzi, nunzio apostolico in Nigeria, co-consacranti Ignatius Ayau Kaigama, arcivescovo di Abuja, e William Amove Avenya, vescovo di Gboko. Durante la stessa celebrazione prende possesso della diocesi.

## Genealogia episcopale
La genealogia episcopale è:
- Cardinale Scipione Rebiba
- Cardinale Giulio Antonio Santori
- Cardinale Girolamo Bernerio, O.P.
- Arcivescovo Galeazzo Sanvitale
- Cardinale Ludovico Ludovisi
- Cardinale Luigi Caetani
- Cardinale Ulderico Carpegna
- Cardinale Paluzzo Paluzzi Altieri degli Albertoni
- Papa Benedetto XIII
- Papa Benedetto XIV
- Papa Clemente XIII
- Cardinale Bernardino Giraud
- Cardinale Alessandro Mattei
- Cardinale Pietro Francesco Galleffi
- Cardinale Giacomo Filippo Fransoni
- Cardinale Antonio Saverio De Luca
- Arcivescovo Gregor Leonhard Andreas von Scherr, O.S.B.
- Arcivescovo Friedrich von Schreiber
- Arcivescovo Franz Joseph von Stein
- Arcivescovo Joseph von Schork
- Vescovo Ferdinand von Schlör
- Arcivescovo Johann Jakob von Hauck
- Vescovo Ludwig Sebastian
- Cardinale Joseph Wendel
- Arcivescovo Josef Schneider
- Vescovo Josef Stangl
- Papa Benedetto XVI
- Arcivescovo Antonio Guido Filipazzi
- Vescovo Isaac Bunde Dugu